# Гундоров, Александр Семёнович
Александр Семёнович Гундоров (29 января 1895, Большие Соли, Костромская губерния — 3 декабря 1973, Москва) — советский военный и политический деятель, председатель Всеславянского комитета, генерал-лейтенант инженерных войск (1940).

## Биография
Родился в семье кузнеца. Учился в сельской школе, в 1912 году окончил ремесленную школу им. К. И. Попова. Работал слесарем, помощником машиниста на станции Дно Московско-Виндавско-Рыбинской железной дороги. С 1913 года — токарь на заводах Сан Галли и «Вулкан». В начале 1914 года во время забастовки на заводе «Вулкан» был арестован, провёл в тюрьме два месяца.
В 1915 году Гундоров вступил в РСДРП; работал на Обуховском заводе. Входил в состав подпольного Невского райкома партии. Участвовал в Февральской и Октябрьской революциях 1917 года, находился в Смольном как связной от Невского райкома партии, был комиссаром на станциях Рыбницкая, Званка Северной железной дороги, помощником руководителя Мурманской военно-продовольственной экспедиции.
В 1918 году вернулся в Костромскую губернию, работал в Костроме членом коллегии Костромского Совета народных комиссаров, участвовал в национализации нефтескладов, подавлял контрреволюционное восстание, организованное агентами Северной добровольческой армии. 15 августа 1918 года был схвачен белыми; во время обыска у него обнаружили удостоверение члена Костромского губисполкома и приговорили к расстрелу. А. Гундоров спасся чудом: его приняли за другого, чья фамилия была обнаружена на надетой им чужой бескозырке. Был помещён в тюрьму, откуда освобождён красногвардейцами. В октябре 1918 года принят красногвардейцем в Костромской образцовый батальон и направлен в Казанский военно-инженерный техникум командного состава Рабочее-Крестьянской Красной Армии, который окончил 29 мая 1920 года. Во время учёбы участвовал в подавлении контрреволюционного мятежа в артиллерийской части, выезжал на Восточный и Южный фронты.
В 1920 — ноябре 1921 — находился на Западном фронте, в отдельной сапёрной роте 170-й бригады 57-й дивизии: проводил операции по разминированию, командовал отрядом по борьбе с бандитизмом в Борисовском и Игуменском уездах Минской губернии. В ноябре 1921 направлен на курсы командного состава Петроградской военно-инженерной школы, затем переведён в Петроградскую высшую военно-педагогическую школу, которую окончил в 1923 г. В 1923—1928 гг. преподавал инженерное дело в военных училищах Самары и Тифлиса. С сентября 1928 г. — дивизионный инженер Армянской стрелковой дивизии.
По окончании шестимесячных курсов усовершенствования при Военно-инженерной академии в Ленинграде направлен в Особую Краснознамённую Дальневосточную армию (Хабаровск).
В 1937 году был назначен начальником Военно-инженерной академии имени Куйбышева. 17 февраля 1938 года присвоено звание комбриг. Постановлением СНК СССР от 4.06.1940 № 945 присвоено звание генерал-лейтенант инженерных войск. С началом войны, продолжая руководить академией, возглавлял 5-й сектор Московской зоны обороны. С ноября 1941 г. находился в г. Фрунзе, куда была эвакуирована академия. В марте 1942 года был назначен командующим 8-й сапёрной армией (Ростов-на-Дону), в мае 1942 года — заместителем по инженерным войскам Главкома направления Маршала Советского Союза С. М. Будённого. С 14 июня по 31 августа 1942 г. — командующий 6-й сапёрной армией Брянского фронта.

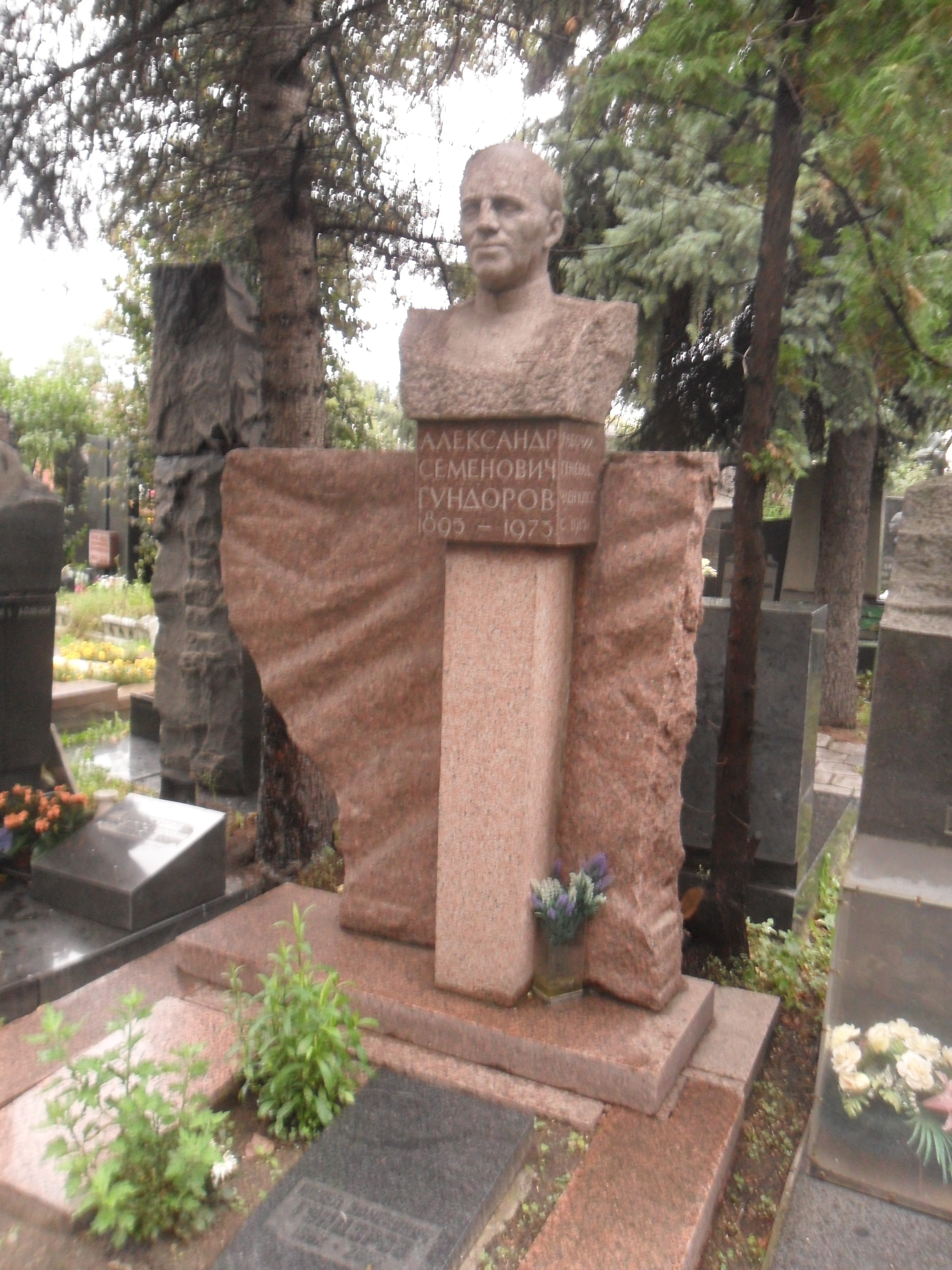
Могила А. С. Гундорова на Новодевичьем кладбище.

Затем был переведён в Москву на должность начальника инженерной службы Московского округа ПВО. Одновременно руководил работой Всеславянского комитета, созданного ВКП(б) для связи с зарубежными пробольшевистскими антифашистскими движениями, который ему было предложено возглавить ещё в октябре 1941 года.
С 1946 года — член Общеславянского комитета (Белград); с апреля 1947 по 1962 год — председатель Славянского комитета СССР.
С 1962 года состоял в Советском комитете защиты мира, Советском комитете ветеранов, был президентом Международной федерации борцов Сопротивления и жертв фашизма.

### Семья
Жена — Надежда Ивановна Красовская (ум. 1971).
Дети: дочь — Гундорова Роза Александровна (21.12.1928 — 12.12.2016),
сын — Гундоров Вилен Александрович (24.10.1934).
Внуки: Гундоров Павел Виленович (15.01.1962), Гундорова (Меликян) Надежда Виленовна (13.04.1979)

## Избранные труды
Автор более 300 научных работ.
- Гундоров А. С. Боевое единство славянских народов в борьбе с гитлеризмом. — [М.]: Госполитиздат, 1944. — 44 с.
- Гундоров А. С. Революцией мобилизованный. — М.: Сов. Россия, 1968. — 353 с. — 50 000 экз.
- Гундоров А. С. Сторонники мира в борьбе против поджигателей войны : Стенограмма публичной лекции. — М.: [Правда], 1951. — 32 с. — 155 000 экз.

## Воинские звания
- Полковник — не ранее 1935
- Комбриг — 17.02.1938[3]
- Генерал-лейтенант инженерных войск — 04.06.1940[4]

## Награды
- орден Ленина (21.02.1945);[5]
- два ордена Красного Знамени (3.11.1944, 20.06.1949);
- орден Отечественной войны 1-й степени (5.11.1944);
- два ордена Красной Звезды (22.02.1941, 28.10.1967);
- Орден Белого льва II степени (ЧССР, 1945)[6];
- ордена и медали правительств Болгарии, Югославии, Чехословакии, Польши[7].